# Danh sách nhà sản xuất điện thoại di động theo quốc gia
Dưới đây là Danh sách các nhà sản xuất điện thoại lọc theo quốc gia.

## Anh
- Binatone
- INQ
- Vertu
- nothing

## Ấn Độ
- iball
- Karbonn Mobiles
- Celkon Mobiles
- Onida Electronics
- Videocon
- Reliance Communications
- Micromax Mobile
- XOLO
- Simmtronics
- Spice Digital

## Bangladesh
- Walton
- Symphony Mobile

## Brazil
- Gradiente

## Canada
- BlackBerry

## Các Tiểu vương quốc Ả Rập Thống nhất
- Thuraya
- INOI

## Colombia
- Avvio

## Cộng hòa Séc
- Jablotron
- Verzo

## Đài Loan
- Acer
- Asus
- BenQ
- DBTel
- Dopod
- Gigabyte Technology
- E-TEN
- HTC

## Đan Mạch
- Lumigon

## Đức
- AEG
- Grundig Mobile
- Telefunken
- Siemens

## Hà Lan
- Fairphone
- John's Phone
- Philips

## Hàn Quốc
- Samsung

## Indonesia
- Nexian

## Latvia
- Just5

## Malaysia
- M Dot

## Mexico
- Kyoto Electronics
- Lanix
- Zonda

## Mỹ
- Microsoft
- Apple
- BLU
- Firefly
- Garmin
- InfoSonics[1]
- Palm
- Sonim

## Nhật Bản
- Fujitsu
- Kyocera Communications
- NEC
- NEC Casio Mobile Communications
- Panasonic
- Sanyo
- Chetan
- Sony Mobile Communications
- Toshiba

## Nga
- Gresso
- Sitronics
- Yota

## Pakistan
- QMobile

## Pháp
- Alcatel
- Archos
- Bull
- MobiWire
- Thomson
- Wiko

## Phần Lan
- Jolla
- Twig Com
- Nokia

## Philippines
- Cherry Mobile

## Tây Ban Nha
- GeeksPhone
- Vitelcom
- BQ

## Thụy Điển
- Doro
- Handheld Group

## Thái Lan
- DTAC Phone
- True Phone
- Wellcom

## Tunisia
- Evertek

## Trung Quốc
- BBK
- CECT
- Haier
- Huawei
- K-Touch
- Lenovo
- Meizu
- Oppo
- Sagetel
- Symphony
- Tecno[2]
- TCL Corporation
- Xiaomi
- Zoom
- ZTE
- Gionee

## Việt Nam
- Masscom
- Viettel
- VinSmart

## Ý
- Brondi
- Olivetti
- Onda Mobile Communication
- Telit